# Вазописець Амасіса

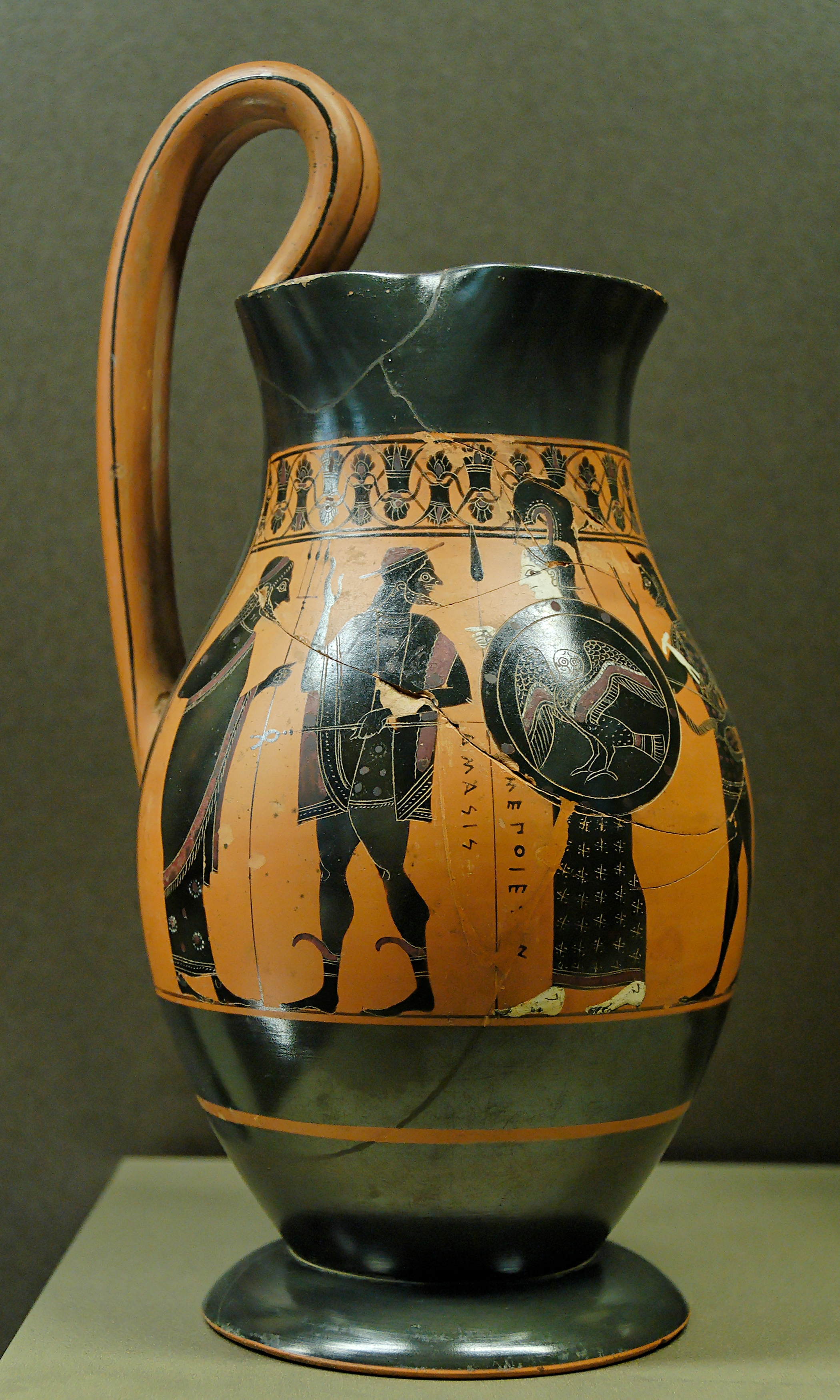
Чорнофігурна ольпа Амасіса

Вазописець Амасіса — давньогрецький вазописець, який працював у стилі чорнофігурного вазопису в 550–510 роках до н. е. в Афінах.
Справжнє ім'я вазописця не збереглося, своє ім'я він отримав завдяки гончарю Амасісу, чиї відповідним чином підписані роботи він розписував. До творчості вазописця Амасіса відносять близько 90 вазописних робіт.

## Особливості техніки
У своїх ранніх роботах Амасіс чітко дотримувався старих традицій: зображені фігури людей надто витягнуті, у них невідповідно маленькі голови і незграбні рухи. На відміну від своїх попередників Амасіс зумів вдихнути життя в свої зображення. Він пом'якшив існуючі форми зображення і збагатив їх новими композиціями. Образи людей з часом стали відрізнятися більшою повнотою. Швидше за все такі зміни у творчості вазописця привніс червонофігурний стиль вазопису, що з'явився до 540 до н. е. і який надавав майстрам-вазописцям небачені раніше художні можливості. Амасіс спробував перенести їх у свої чорнофігурні роботи. На відміну від таких більш молодих колег, як Андокід, на якого орієнтувався Амасіс, він у своїй творчості залишився до кінця вірним чорнофігурному вазопису.